# Hawker Sea Hawk
Hawker Sea Hawk là một loại máy bay tiêm kích phản lực một chỗ của Anh trang bị cho Không quân Hải quân (FAA), đây là binh chủng không quân của Hải quân Hoàng gia Anh (RN). Nó được chế tạo bởi Hawker Aircraft và công ty chị em với Hawker Aircraft là Armstrong Whitworth Aircraft. Dù nguồn gốc của nó bắt nguồn từ máy bay tiêm kích Hawker động cơ piston, nhưng Sea Hawk đã trở thành máy bay phản lực đầu tiên của công ty. Sau khi được nghiệm thu trang bị thành công cho RN, nó đã chứng tỏ là một máy bay đánh tin cậy vững chắc, và đã xuất khẩu thành công ra nước ngoài.

## Thiết kế và phát triển
Vào những năm cuối của Chiến tranh thế giới II, đội thiết kế của Hawker đã khám phá ra công nghệ động cơ phản lực, ban đầu họ dự định "kéo dài" và sửa đổi trên cơ sở của loại Hawker Fury/Sea Fury hiện có lúc đó để trang bị một động cơ phản lực Rolls-Royce Nene và chuyển buồng lái lên phía trước, tạo nên loại P.1035. Với sự khuyến khích từ Bộ Không quân, thiết kế đã được thay đổi đáng kể, cánh không còn dạng elip như của Fury, có cửa hút khí ở gốc cánh và họng xả phản lực chia nhánh ngắn (còn gọi là "chân quần"). Thiết kế lại này đạt tới đỉnh điểm là mẫu P.1040. Ống phản lực chia nhánh đặc biệt làm giảm tổn hao công suất ống phản lực và giải phóng không gian trong thân máy bay phía sau cho những thùng nhiên liệu, điều này cho phép máy bay có tầm bay xa hơn so với nhiều loại máy bay phản lực đời đầu khác. Những thùng nhiên liệu trong thân của máy bay nằm ở phía trước và phía sau của động cơ giúp tạo trọng tâm ổn định khi bay. Ban đầu, P.1040 dành cho Không quân Hoàng gia (RAF) với vai trò là máy bay tiêm kích đánh chặn, mặc dù dự báo tốc độ tối đa chỉ khoảng 600 mph. Năm 1945, RAF lại ít quan tâm tới dự án vì họ đã được trang bị những loại máy bay phản lực khác như Gloster Meteor và de Havilland Vampire, P.1040 lại được mời chào cho Bộ Hải quân với vai trò là máy bay tiêm kích hỗ trợ hạm đội với tên mã là P.1046.
Nguyên mẫu P.1040 (mã ký hiệu VP401), được đổi tên thành Hawker N.7/46 bay vào ngày 2/9/1947, do phi công Bill Humble điều khiển. Các vấn đề nảy sinh sau thử nghiệm là sự rung động của thân máy bay, sự rung lắc ở đuôi, những vấn đề này dẫn tới việc thiết kế lại lớp bọc ống phản lực phía sau và thêm vào lớp bọc ở đuôi. Các vấn đề nhỏ khác bao gồm lực tác động mạnh và kính chắn gió bị biến dạng đã được giải quyết trong khi máy bay chạy cất cánh dài lại quy cho động cơ Nene 1 thiếu công suất không đạt được định mức khi thiết lập toàn bộ công suất.

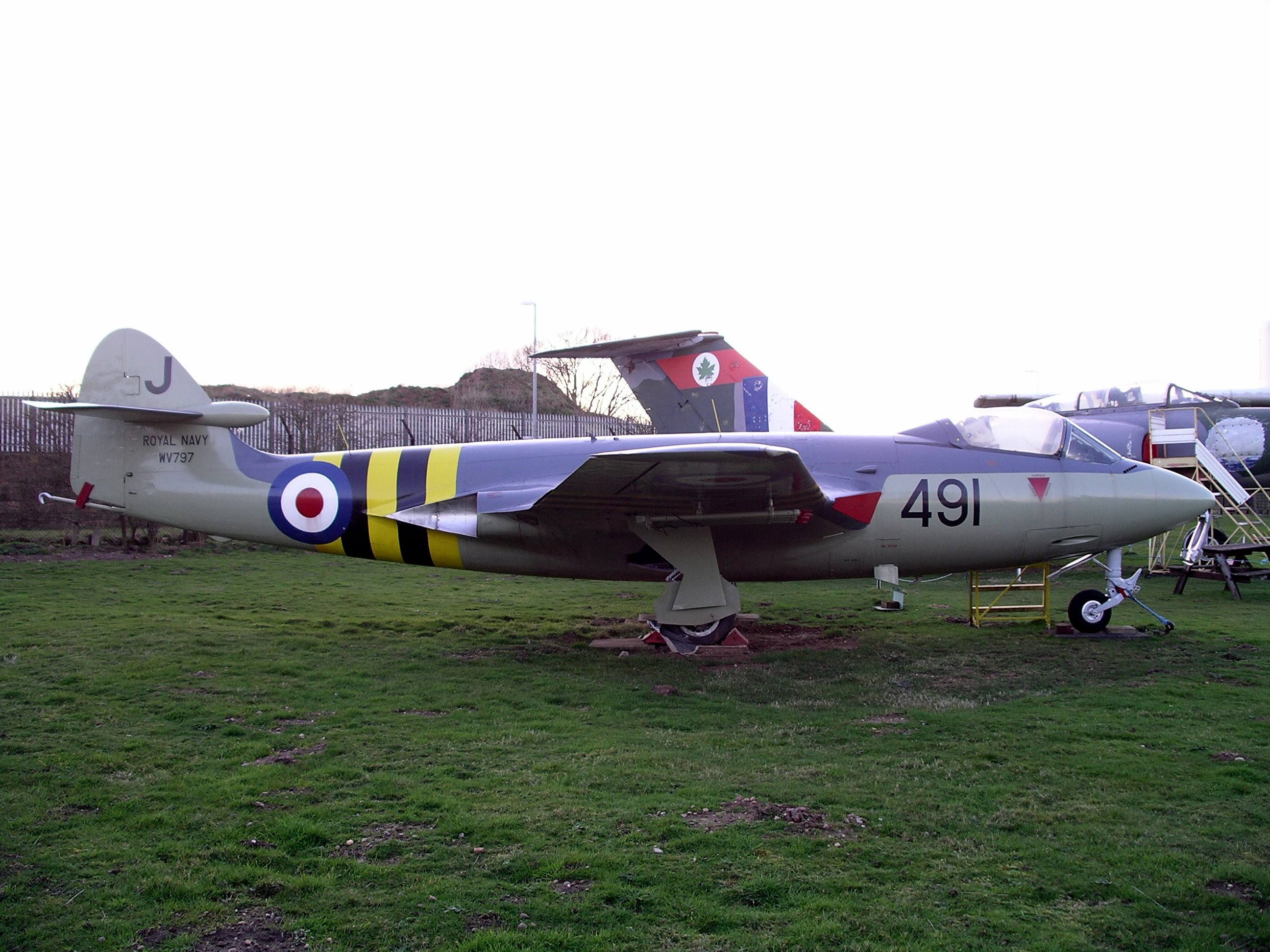
Armstrong Whitworth Sea Hawk FGA.6 (số thứ tự WV797) tại Bảo tàng hàng không Midland, Anh

Một nguyên mẫu hoàn toàn dành cho hải quân có tên mã VP413, nó có cánh gấp, ống dây quấn máy phóng và trang bị vũ khí đầy đủ đã không bay cho đến tận 31/8/1948. Nguyên mẫu thứ 3 bay năm 1949 kết hợp một số cải tiến từ nguyên mẫu số hai, bao gồm móc hãm dài hơn sau những tai nạn khi thử nghiệm trên sàn tàu sân bay. Sau khi móc hãm dài hơn được lắp đặt, các sửa đổi được thực hiện mặc dù vẫn chạy thử các mẫu thử. Các thử nghiệm đầu tiên trên tàu sân bay diễn ra trên tàu HMS Illustrious cùng năm. Nguyên mẫu đầu tiên VP401 tiếp tục được dùng trong chương trình thử nghiệm bay và trước khi ngừng hoạt động, đã tham gia vào hai sự kiện quan trọng. Đầu tiên là vào ngày 1/8/1949, Hải quân Hoàng gia đưa VP401 vào Đội đua hàng không quốc gia, đội đã chiến thắng tại cuộc đua Challenge Cup Race, đánh bại Vampire 3 và DH 108. Nguyên mẫu này sau đó được chuyển đổi thành Hawker P.1072, thêm vào một động cơ phản lực phụ trợ, trở thành máy bay trang bị động cơ rocket đầu tiên của Anh. Sau một vài chuyến bay được thực hiện vào năm 1950, động cơ rocket đã bị nổ trong một cuộc thử nghiệm và dù đã được sửa chữa, nhưng khung máy bay đã bị tháo dỡ.
Nguyên mẫu thứ 3 đã tham gia một cuộc thử nghiệm cùng với Vampire Mk 21 nhằm đánh giá khả năng hoạt động mà không cần bộ càng đáp, bằng cách sử dụng sàn cao su đàn hồi. VP413 bay từ Farnborough đã hoàn thành thành công cả bài thử nghiệm phóng bằng máy và hạ cánh trên sàn cao su, với bộ bánh đáp vẫn ở trong thân suốt chuyển bay. Dù hệ thống đã được chứng minh là có thể sử dụng, nhưng dự án đã bị hủy bỏ năm 1950 khi các động cơ mạnh hơn đã loại trừ việc cần thiết phải thiết kế khái niệm máy bay không có càng đáp.
Hơn 100 chiếc Sea Hawk đã được đặt hàng cho Hải quân Hoàng gia. Sản phẩm đầu tiên Sea Hawk F1 là WF143, cất cánh ngày 14/11/1951, có sải cánh 39 ft (12 m) và đuôi cánh lớn hơn so với các nguyên mẫu.
Không giống như đối thử là Supermarine Attacker (máy bay phản lực đầu tiên chính thức trang bị cho FAA), Sea Hawk có một càng đáp ba bánh chứ không phải là bánh đáp ở đuôi, làm cho nó dễ dàng hạ cánh hơn trên tàu sân bay. Nó có thiết kế khá thông thường, nhưng so với những máy bay hiện đại khác chẳng hạn như F-86 Sabre có cánh xuôi, thì Sea Hawk lại có cánh thẳng. Phiên bản cánh xuôi (P.1052 và P.1081) cũng được chế tạo và những kinh nghiệm thu được sau này là công cụ để phát triển thiết kế Hawker Hunter. Sea Hawk vẫn là một mẫu máy bay đáng tin cậy dù thiết kế thận trọng của nó có nghĩa là nó sẽ chỉ có một sự nghiệm ngắn trước khi bị thay thế bởi những máy bay tiên tiến hơn.

## Lịch sử hoạt động

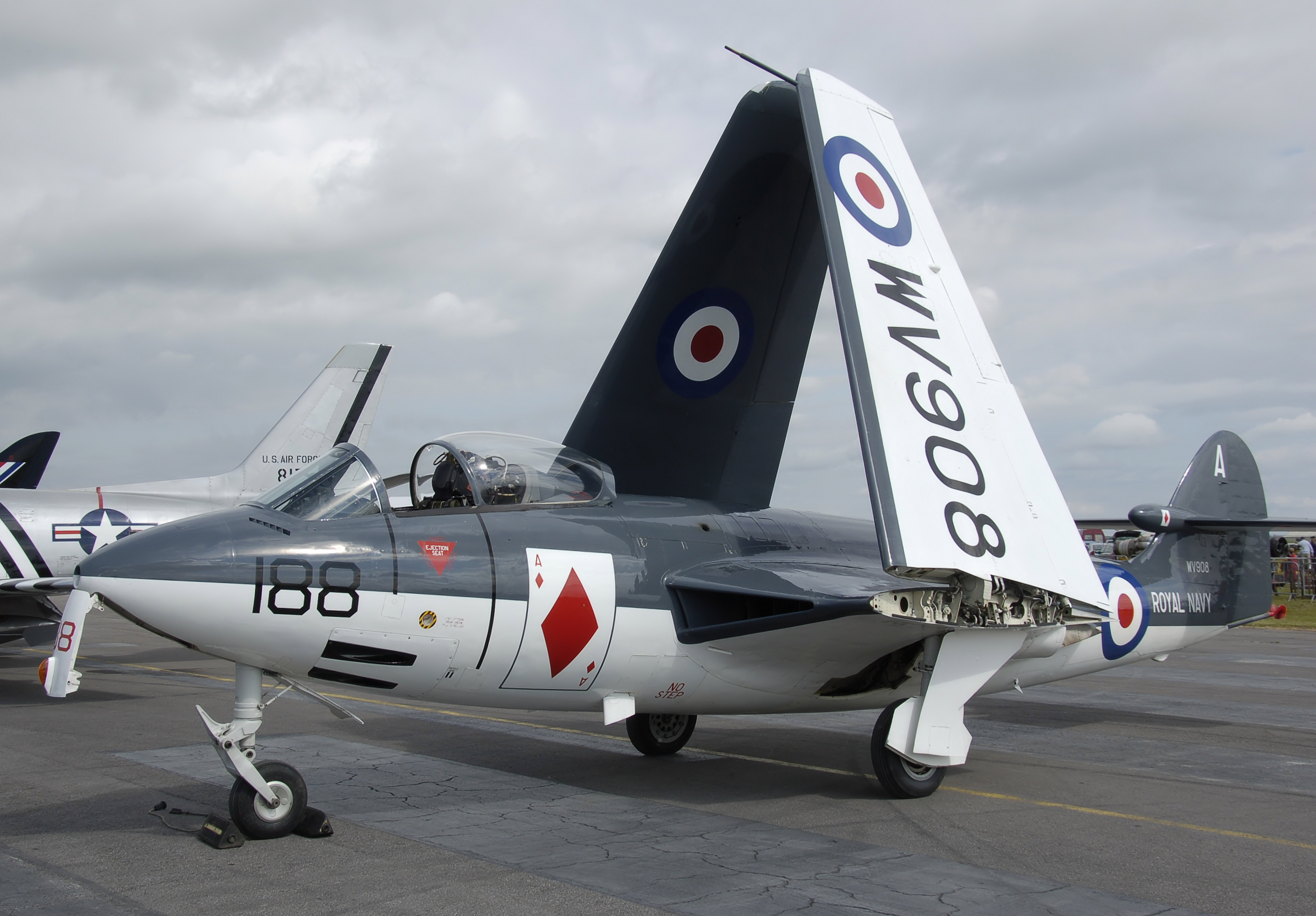
Sea Hawk FGA 6 của Hải quân Hoàng gia trưng bày tại Ngày hàng không Kemble 2008, Anh.

Chiếc Sea Hawk thành phẩm đầu tiên là F 1, bay lần đầu vào năm 1951, chính thức đưa vào biên chế của Phi đội 806 hai năm sau đó, đầu tiên đóng ở Brawdy, sau đó chuyển tới HMS Eagle. Chỉ có hơn 30 chiếc là do Hawker chế tạo. Tại thời điểm đó, Hawker cũng đang sản xuất Hawker Hunter cho RAF và do đó việc sản xuất và phát triển thêm cho Sea Hawk đã được chuyển sang cho Armstrong Whitworth Aircraft, một công ty thuộc tập đoàn Hawker. F 1 được trang bị với 4 khẩu pháo 20 mm (.79 in) Hispano Mk V. Trang bị một động cơ phản lực Rolls-Royce Nene 101, tạo lực đẩy 5,000 lbf (22 kN). F 1 có vận tốc tối đa đạt 599 mph (964 km/h) trên mực nước biển và tầm hoạt động 800 mi (1,287 km) với nhiên liệu bên trong máy bay. Biến thể tiêm kích thứ hai có tên gọi F 2 có thêm điều khiển cánh liệng cũng như các sửa đổi khác, bao gồm cả cấu trúc của máy bay.
Biến thể tiếp theo của Sea Hawk được phát triển thành loại tiêm kích-bom, có tên gọi là FB 3 - Tiêm kích-bom Mark 3 - có hơn 100 chiếc được chế tạo, nó chỉ có một chút khác biệt so với phiên bản trước. Cấu trúc của nó được gia cố cho phép nó mang nhiều loại thiết bị cũng như vũ khí. Vũ khí mới mà nó có thể mang gồm có 2 quả bom 500 lb (227 kg) và 16 đạn phản lực không điều khiển. Biến thể Sea Hawk thứ tư là biến thể tiêm kích-cường kích có tên gọi FGA 4, tăng cường khả năng mang vũ khí. Biến thể thứ 5 là biến thể tiêm kích-bom FB 5, về cơ bản dựa trên FB 3 và FGA 4, nhưng trang bị động cơ Rolls-Royce Nene 103 mới. Biến thể cuối cùng của Sea Hawk là biến thể tiêm kích-cường kích FGA 6, giống hệt như FB 5, nhưng được chế tạo mới chứ không chỉ là thay động cơ như FB 5, gần 90 chiếc được chế tạo. Tất cả các chiếc Sea Hawk đều bắt đầu được trang bị cho hải quân vào giữa thập niên 1950 và có trên 500 chiếc được chế tạo.
Dù Australia và Canada ban đầu tỏ ra quan tâm tới Sea Hawk, hải quân của hai nước cũng đã thử nghiệm các mẫu thử của Sea Hawk, nhưng cuối cùng họ lại quyết định không mua. Phiê bản xuất khẩu đầu tiên là Sea Hawk Mk 50, đây là biến thể cường kích cho Hải quân Hoàng gia Hà Lan; 22 chiếc được biên chế hoạt động trong giai đoạn 1957-1964. Biến thể xuất khẩu tiếp theo là Sea Hawk Mk 100, một biến thể tiêm kích cho Hải quân Tây Đức. Biến thể xuất khẩu cuối cùng cho Đức là Sea Hawk Mk 101, biến thể trinh sát, tiêm kích đêm. Sea Hawk phục vụ cho đến giữa thập niên 1960, cho đến khi nó bị F-104 Starfighter thay thế. Khách hàng nhập khẩu cuối cùng là Ấn Độ, họ đã mua 24 chiếc Sea Hawk mới và 12 chiếc Mk 6 tân trang từ FAA năm 1959, sau đó bổ sung thêm 30 chiếc nữa được mua từ Tây Đức.

### Tham chiến
Sea Hawk là một phần của Binh chủng không quân hải quân Anh, nó tham gia vào nhiều sự kiện như Khủng hoảng Kênh đào Suez tại Ai Cập. Vương quốc Anh, Pháp và Israel đã tham gia vào chiến dịch quân sự ở đây, với chiến dịch xâm lấn của Anh-Pháp mang tên Chiến dịch Lính ngự lâm, bắt đầu vào ngày 31/10/1956. 6 phi đội Sea Hawk đã tham chiến: 2 phi đội trên tàu sân bay HMS Eagle, 4 phi đội trên các tàu sân bay hạng HMS Albion và HMS Bulwark. Những chiếc Sea Hawk được sử dụng cho nhiệm vụ cường kích, chúng đã có tác dụng rất lớn, gây thiệt hại cho các mục tiêu của quân Ai Cập. Khía cạnh quân sự của chiến dịch Suez đã thành công, nhưng về mặt chính trị thì là một thảm họa. Tất cả lực lượng đồng minh đều rút lui năm 1957.

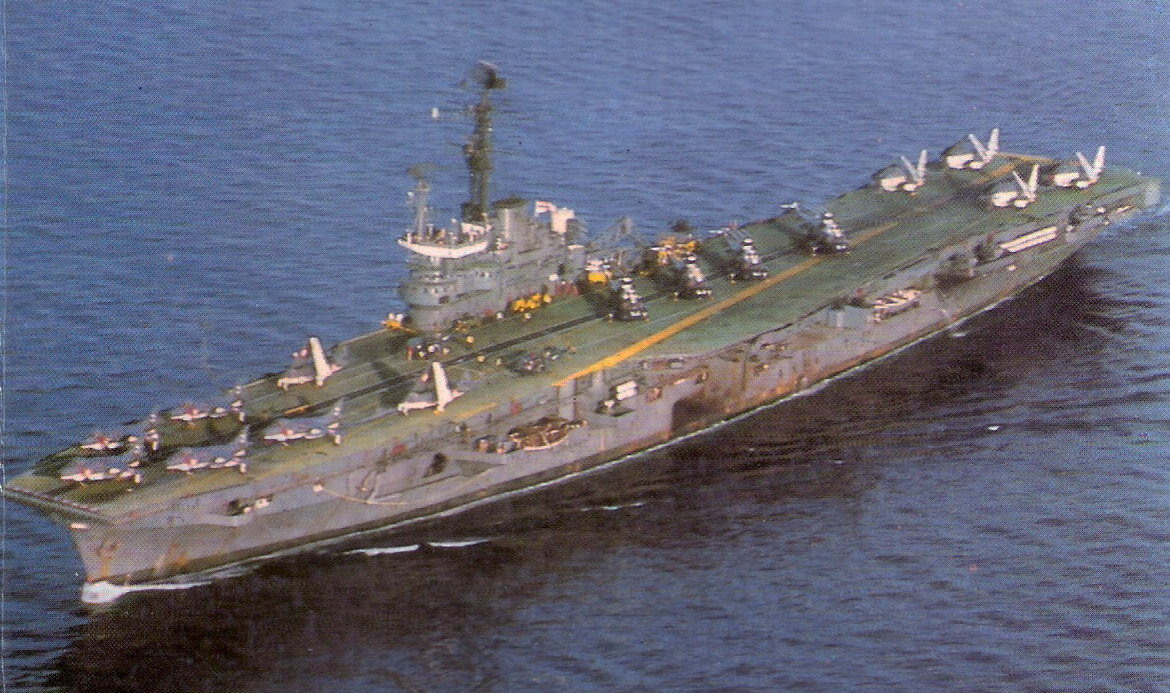
Tàu sân bay của Ấn ĐộINS Vikrant vào đầu thập niên 1980, mang theo Sea Hawk, Sea Harrier, Allouette và trực thăng Sea King, máy bay chống ngầm Alize

Sea Hawk là một máy bay xuất khẩu thành công. Trong biên chế của Hải quân Hoàng gia Hà Lan, nó phục vụ trên tàu sân bay HNLMS Karel Doorman, trước đây là tàu HMS Venerable, tham gia các chiến dịch quân sự tại Indonesia. Từ năm 1959, chúng được trang bị tên lửa AIM-9 Sidewinder, giúp nâng cao khả năng không chiến. Năm 1964, những chiếc Sea Hawk phục vụ trên tàu sân bay Karel Doorman đã được chuyển lên bờ khi nhiệm vụ của NATO thay đổi thành nhiệm vụ chống ngầm. Khi Karel Doorman được bán cho Argentina, chúng nhanh chóng bị đưa ra khỏi biên chế.
Ở Ấn Độ (bắt đầu vào năm 1960), những chiếc Sea Hawk được sử dụng trên tàu sân bay INS Vikrant, trước đây là HMS Hercules, chúng đã tham chiến trong Chiến tranh Ấn Độ-Pakistan 1965 và Chiến tranh Ấn Độ-Pakistan 1971. Cuộc chiến tranh cuối cùng mà Sea Hawk được Hải quân Ấn Độ sử dụng chiến đấu với các tàu pháo của Hải quân Pakistan và tàu chiến cũng như tàu hàng của Đông Pakistan (ngày nay là Bangladesh), không có chiếc nào bị mất trong chiến tranh. Được hỗ trợ bởi máy bay Breguet Alize, Sea Hawk đã bảo toàn được lực lượng, đạt tỉ lệ tiêu diệt cao nhất trong toàn cuộc chiến. Sea Hawk ngừng hoạt động vào năm 1983, chúng bị những chiếc BAE Sea Harrier thay thế.

## Nghỉ hưu
Những chiếc Sea Hawk thuộc không quân hải quân Anh ở tuyến đầu bắt đầu rút khỏi biên chế vào năm 1958, cùng năm này Supermarine Scimitar và de Havilland Sea Vixen bắt đầu được đưa vào trang bị, cả hai loại máy bay này dần dần thay thế Sea Hawk. Phi đội Sea Hawk tuyến đầu cuối cùng được giải tán tại RNAS Brawdy vào tháng 12/1960, kết thúc sự nghiệp rất ngắn của Sea Hawk. Hầu hết những chiếc Sea Hawk ở tuyến hai rút khỏi biên chế vào giữa thập niên 1960. Những chiếc Sea Hawk thuộc Hải quân Anh hoạt động cuối cùng thuộc Fleet Requirements Unit tại Hurn, chúng nghỉ hưu năm 1969.

## Biến thể
P.1040
Nguyên mẫu, có 3 chiếc, 1 chiếc được chuyển đổi thành P.1072 trang bị động cơ rocket.
Sea Hawk F1
Phiên bản tiêm kích trang bị động cơ Rolls-Royce Nene Mk 101; 95 chiếc được chế tạo (35 chiếc do Hawker Aircraft tại Kingston-upon-Thames làm, số còn lại do Armstrong Whitworth Aircraft tại Baginton, Coventry làm)
Sea Hawk F2
Phiên bản tiêm kích; 40 chiếc do Armstrong Whitworth chế tạo.
Sea Hawk FB 3
Phiên bản tiêm kích-bom có cánh khỏe hơn để mang vũ khí; 116 chiếc được chế tạo.
Sea Hawk FGA 4
Phiên bản tiêm kích-cường kích; 97 chiếc được chế tạo.
Sea Hawk FB 5
FB3 trang bị động cơ Nene Mk 103; 50 chiếc được chế tạo.
Sea Hawk FGA 6
FGA4 trang bị động cơ Nene Mk 103; có 101 chiếc (86 chiếc được chế tạo mới, số còn lại chuyển đổi từ FB3 và FGA 4).
Sea Hawk Mk 50
Phiên bản xuất khẩu dựa trên FGA 6 cho hải quân hoàng gia Hà Lan; 22 chiếc được chế tạo.
Sea Hawk Mk 100
Phiên bản xuất khẩu cho Hải quân Tây Đức, gương tự như FGA 6 nhưng có cánh đuôi cao hơn; 32 chiếc được chế tạo.
Sea Hawk Mk 101
Phiên bản mọi thời tiết xuất khẩu cho Hải quân Tây Đức, như Mk 100 nhưng trang bị radar tìm kiếm lắp dưới cánh; 32 chiếc được chế tạo.

## Quốc gia sử dụng
- Đức
- Ấn Độ
- Hà Lan
- Anh Quốc

## Những chiếc còn sót lại
Hiện nay còn 36 chiếc Sea Hawk hoàn chỉnh (thêm 8 bộ phận buồng lái) còn tồn tại, chủ yếu tại các địa điểm ở Vương quốc Anh, ngoài ra cũng có những chiếc khác ở nước ngoài, bao gồm cả Đức, Malta, Hà Lan và Ấn Độ. 1 chiếc Sea Hawk có số thứ tự WV908, hiện vẫn còn bay được và thuộc đội bay lịch sử của không quân hải quân Anh, mới được tân trang vào năm 2009, trong đó có cả lắp động cơ Nene 103.
- WF219 (Sea Hawk F 1) đang lưu trữ tại Bảo tàng Không quân Hải quân Hoàng gia Anh, Yeovilton, Anh.
- WF225 (Sea Hawk F 1) đang trưng bày tại RNAS Culdrose, Anh.
- WF259 (Sea Hawk F 2) đang trưng bày tại Bảo tàng bay Quốc gia, East Fortune, Scotland.
- WM913 (Sea Hawk FB 5) đang trưng bày tại Bảo tàng Hàng không Newark, Newark, Anh.
- WM961 (Sea Hawk FB 5) đang trưng bày tại Thế giới Hàng không Caernarfon, Caernarfon, Wales.
- WM969 (Sea Hawk FB 5) đang trưng bày tại nhà chứa máy bay số 3 ở Bảo tàng Chiến tranh Đế chế, Duxford, Anh.
- WN108 (Sea Hawk FB 5) đang lưu trữ tại Hội hội hàng không Ulster tại Long Kesh, Bắc Ireland.
- WV797 (Sea Hawk FGA 6) đang trưng bày tại Bảo tàng Hàng không Midland, Coventry, Anh.
- WV798 (Sea Hawk FGA 6) (trưng bày đến cuối 2009 tại Lasham, Anh), đang lưu trữ tại Parkhouse Aviation ở Booker, Anh.
- WV826 (Sea Hawk FGA 6) đang trưng bày tại Bảo tàng Hàng không Malta, Ta'qali, Malta.
- WV856 (Sea Hawk FGA 6) đang trưng bày tại Bảo tàng Không quân Hải quân Hoàng gia Anh, Yeovilton, Anh.
- WV865 (Sea Hawk FGA 6) đang trưng bày tại Bảo tàng Không quân Đức, Gatow, Đức.
- WV908 (Sea Hawk FGA 6) thuộc Phi đội lịch sử hải quân hoàng gia, Yeovilton, Anh.
- XE327 (Sea Hawk FGA 6) đang trưng bày tại Hermeskeil, Đức.
- XE340 (Sea Hawk FGA 6) (trưng bày đến gần đây tại Bảo tàng căn cứ không quân Montrose, Scotland) trở lại bảo tàng FAA, Yeovilton.
- XE489 (Sea Hawk FGA 6) đang trưng bày tại Bảo tàng Hàng không Gatwick, Charlwood, Anh.
- 118 (Sea Hawk Mk 50) đang trưng bày tại De Kooy, Hà Lan.
- 130 (Sea Hawk Mk 50) đang trưng bày tại Kamp Zeist, Bảo tàng Militaire Luchtvaart (MLM), Hà Lan
- MS+001 (Sea Hawk Mk 100) đang trưng bày tại Bảo tàng Internationales Luftfahrt, Villingen-Schwenningen, Đức.
- IN-174 (Sea Hawk FGA 6) đang trưng bày tại Jawahar Bal Bhavan, Museum Road, Trivandrum, Kerala, Ấn Độ.[15]
- IN-240 Sea Hawk đang trưng bày tại Đài tưởng niệm chiến thắng trên biển, Beach Road, Visakhapatnam, Andhra Pradesh, Ấn Độ.[16]

## Đặc điểm kỹ thuật (Sea Hawk FGA 6)

Hawker Sea Hawk

Dữ liệu lấy từ The Sea Hawk...Epitome of Elegance.

### Đặc tính chung
- Tổ lái: 1
- Sức chứa:
- Chiều dài: 12,09 m (39 ft 8 in)
- Sải cánh: 11,89 m(39 ft 0 in)
- Chiều cao: 2,64 m (8 ft 8 in)
- Diện tích cánh: 25,83 m² (278 ft²)
- Trọng lượng rỗng: 4.208 kg (9.278 lb)
- Trọng lượng tải: 5.996 kg (13.220 lb)
- Trọng lượng cất cánh tối đa: 7.325 kg (16.150 lb)
- Động cơ: 1 động cơ phản lực Rolls-Royce Nene 103, 23,1 kN (5.200 lbf)

### Đặc tính bay
- Vận tốc cực đại: 965 km/h (600 mph)
- Vận tốc hành trình:
- Tầm bay: 770 km (480 mi)
- Trần bay: 13.564 m (44.500 ft)
- Vận tốc lên cao: 29,0 m/s (5.700 ft/min)
- Lực nâng của cánh: 232 kg/m² (48 lb/ft²)
- Lực đẩy/trọng lượng: 0,38

### Vũ khí
- Pháo: 4 × 20 mm (.79 in) Hispano Mk V (200 viên mỗi khẩu)
- 6 giá treo:
  - Rocket: 20 × rocket "27 kg" (60 lb) hoặc 16 × rocket 127 mm (5 in)
  - Bom: 4 × 227 kg (500 lb)
  - Thùng dầu phụ: 2 × 410 l (90 Imp gal)

### Máy bay cùng sự phát triển
- Hawker P.1072

### Máy bay có tính năng tương đương
- de Havilland Vampire
- F-84 Thunderjet
- F2H Banshee
- F9F Panther
- Gloster Meteor
- Hawker Hunter
- MiG-15
- Supermarine Attacker